# Distretto di Piscobamba
Il distretto di Piscobamba è un distretto del Perù nella provincia di Mariscal Luzuriaga (regione di Ancash) con 3.600 abitanti al censimento 2007 dei quali 1.348 urbani e 2.252 rurali.
È stato istituito fin dall'indipendenza del Perù.